# San Javier (La Mesa)
San Javier es un centro poblado del municipio  La Mesa, ubicado al norte del casco urbano, a 5 km por la carretera que sale del municipio o por un histórico camino real en medio de un bosque, de esta inspección hay descenso hacia el río Apulo que en época de vacaciones es muy concurrido por turistas gracias al clima cálido del sector.

## Historia
San Javier fue creada mediante Ordenanza 34 del 24 de noviembre de 1958, sin embargo su existencia dato del siglo XIX ya que era la Estación del ferrocarril oficial de La Mesa.
En las década de los años 30 y alcanzá su más elevado auge cuando contaba con 5 hoteles de reconocido nombre donde llegaban familias de alto estrato procedentes de la Ciudad de Bogotá, ya que San Javier es conocido por ser unos de los mejores climas del mundo. En los fines de semana en los hoteles se presentaban obras de teatro y otras actividades culturales importantes. En este centro poblado funcionó una de las primeras embotelladoras de gaseosas Colombiana.

## Generalidades
- 2650 Habitantes en su casco urbano
- 15.000 m² de espacio público
- Zona de Bosque seco Húmedo
- Extensión 26,21 hectáreas
- 7 Veredas
- 24°de Temperatura
- Dista 74 Kilómetros a Bogotá

El camino real es una obra magnífica, casi totalmente empedrada desde La Mesa, solamente interrumpido por varios cruces de la vía pavimentada. Al salir del pueblo, a una cuadra de la Capilla de Santa Bárbara, se anuncia en una placa como "el Resbalón". Allí su estructura constructiva de amplías dimensiones, se orienta en tres ejes de piedra, condición que perdura hasta el primer cruce con la vía pavimentada. En adelante, aunque el empedrado es más irregular, la ruta sigue descendiendo entre bosques que dan generosa sombra a quien lo recorre. Este corto pero valioso tramo, es uno de los segmentos mejor conservados de la región, y su recorrido se hace más atractivo con los vistosos jardines de las fincas a su vera, las antiguas haciendas como la Hacienda San Javier, y los relictos de bosques que aún resguardan especies estudiadas por la Real Expedición Botánica, importante empresa científica de la cual se desarrolló una parte en la zona.
Se ubica al costado norte de la cabecera municipal y su topografía es bastante ondulada, registrando alturas hasta de 1400 msnm., en la parte alta de la Vereda Alto del Frísol y una altura mínima de 800 msnm en el sector de la Vereda Margaritas sobre la margen del río Apulo. Su centro poblado dista 5 Kilómetros del casco urbano por vía pavimentada o de 2.5 Kilómetros por el camino real que conducía a Bogotá.
San Javier es un pequeño pero histórico corregimiento. Por allí discurre el antiguo camino que comunicaba al municipio con Cachipay y el borde occidental de la sabana de Bogotá. Sin embargo, la importancia del poblado fue mayor a comienzos del siglo XX con la construcción del ferrocarril de Girardot. San Javier, y otros pequeños poblados como La Esperanza, El Ocaso y San Joaquín, constituyeron notables estaciones del ferrocarril en su camino hacia el Magdalena. La actividad del tren trajo consigo además un intenso tráfico de viajeros que generó la construcción de casas de recreo y hoteles lujosos, que hoy son un testigo mudo del esplendor del pasado. En su casco urbano perduran la estación del tren y una tornamesa, mecanismo manual que permitía cambiar el sentido de las locomotoras.

## Economía
Agrícola y Pecuaria:
La más generalizada es la de la caña y con tal motivo hay otros que fabrican panela y muchos que están destinados a la producción de miel. Después de la caña de azúcar, los cultivos más importantes son: el café, los árboles frutales (mango, naranja, mandarina guanábana, limón), maíz, plátano, yuca, fríjoles y frutas de todos los climas templados y calientes. En seguida de la agricultura sobresale la industria pecuaria, para la cual se cultiva mucho el pasto saboya o imperial, el guinea, el pará y el yaraguá, para el desarrollo de muletos, engordo de mulas, cría de ganado blanco o antioqueño, que tiene la propiedad de ser especial contra el nuche, la garrapata y las epidemias. También hay varias dehesas destinadas a la ceba de ganados. En los alrededores de la población hay algunos chircales y establecimientos para cocinar cal y en la ciudad hay varias fundiciones.

## Turismo
Otro sector importante en la economía es el turismo; el visitante puede sorprenderse al encontrar caballos amarrados por sus dueños en la calle principal, como es usual en muchas poblaciones colombianas.
A tan solo 2 km del caserío de San Javier se encuentra una espectacular caída de agua que forma el río Apulo al desbordarse sobre la plancha de cemento de una antigua carretera.
También en San Javier, se guarda un aparato fabricado en Inglaterra en 1928, mediante el cual y en forma manual le daban vuelta a las locomotoras del ferrocarril Girardot-Bogotá, cuando se requería voltearlas para cambiar el sentido de marcha, y muy cerca de ese mismo caserío se encuentra un curioso lugar en donde el fenómeno acústico del eco es particularmente destacado.
Atractivos Naturales y Culturales
-cuenta con las estaciones del ferrocarril San Javier (Estación la Mesa)
-los caminos reales empedrados (Camino Real el Resbalón)
-la tornamesa Férrea única en el mundo
- Antigua Fábrica De Gaseosa
ESTACIONES FERREAS DE LA ESPERANZA, SAN JAVIER Y SAN JOAQUIN
Estaciones que han sido consideradas Patrimonio Cultural Histórico, Nacional. El ferrocarril de Girardot tiene 132 km, su construcción se inició en el año de 1881. El 18 de febrero de 1905, la vía férrea llega a San Joaquín, El 2 de noviembre de 1905 se entregaron 10 km más, llegando al punto denominado "Tumaco", poco antes de lo que es hoy la Estación de La Mesa (Insp. San Javier)
El 20 de junio de 1906, la línea llega a la Estación "El Hospicio". El 22 de septiembre de 1908, se termina la línea, llegando a Facatativá. En 1938, esta línea contaba con 48 locomotoras, siendo una de las redes ferroviarias más importantes a nivel nacional.
La construcción de la estación de La Mesa (Insp. San Javier), data del año 1908 y la de La Esperanza del año de 1911, es de anotar, que alrededor de estas estaciones florecieron los centros poblados de estas Inspecciones.
CAMINO REAL – SAN JAVIER
El recorrido se inicia en la esquina de la Carrera 20 con calle 9. Según la Enciclopedia Histórica de Cundinamarca, este camino hace parte de una de las ramificaciones que tenía el camino del sur que partía de Madrid, conduciendo a las Juntas (Apulo) pasando por Tena, La Mesa y Anapoima.
Esta ramificación era la de La Mesa - Anolaima, que se complementaba por el sur con la ramificación de La Mesa - El Colegio. En la época de la colonia estos caminos fueron muy transitados, cruzándose en La Mesa. A inicio del siglo XX este camino fue muy importante, siendo la conexión entre la estación del ferrocarril de la Mesa (hoy San Javier) y el casco urbano del Municipio. Actualmente es una de las caminatas más agradables para realizar.
TORNAMESA – INSP. SAN JAVIER
Localizada en la inspección de San Javier a 5 km. por vía pavimentada del casco urbano y 2.5 km. por camino real, a 850 msnm, temperatura promedio de 24 °C. Se cuenta que durante los años 30, fue considerado como uno de los mejores climas del mundo, por esto, el lema de clima saludable para todos. Las ferias y fiestas se realizan en el puente de San Pedro.
El ferrocarril llegó a este sitio sobre el primer semestre del año de 1906 y en el año 1908 se construyó la estación del ferrocarril de la Mesa, siendo una de las más importantes del Tren de Girardot. También hace parte de esta línea, la Tornamesa, obra de Ingeniería única en el mundo, data del año 1923, sobre esta se colocaban las locomotoras de gran potencia para girarlas y devolverlas hacia Bogotá y las de menos potencia seguían hacia Girardot y Neiva.

## Instituciones educativas
Institución Educativa Departamental Inspección San Javier

## División política
Se divide en 7 veredas que son: Alto del Frisol, El Espinal, El Paraíso, Margaritas, San Lorenzo, San Nicolás Alto y San Nicolás Bajo.posee por excelencia el mejor clima del país y la única Tornamesa de él, gran Variedad de árboles frutales y cultivos de flores exóticas.
- Datos: Q6118932